# Eduardo Alves da Silva
Eduardo Alves da Silva (Rio de Janeiro, 25. veljače 1983.), poznat i kao Eduardo ili Dudú, hrvatski je bivši nogometaš i jedan od najboljih napadača u povijesti hrvatske nogometne reprezentacije.
Igrao je za brazilsku Novu Kennedy, Inter Zaprešić, zagrebački Dinamo, londonski Arsenal, ukrajinski Šahtar, Flamengo, Atlético Paranaenses i Legiju iz Varšave. Bivši je hrvatski reprezentativac. Igrao je na mjestu napadača.

## Klupska karijera

### Početci, posudbe i Dinamo Zagreb
Eduardo je nogometnu karijeru započeo u rodnom Brazilu, u klubu Nova Kennedy. Kao petnaestogodišnjaka uočili su ga skauti zagrebačkoga Dinama te je prešao u juniore toga kluba. Godine 1999. i 2000. bio je nakratko na posudbi u brazilskom Banguu, a nakon toga u zaprešićkom Interu, gdje je u 15 utakmica postigao 10 pogodaka. Time je po prvi put skrenuo na sebe veću pozornost nogometne javnosti, a i čelnika Dinama, jer je po povratku s posudbe postao standardni član prve momčadi postigavši 9 pogodaka u 24 utakmice. Igrao je redovito i narednih sezona te bilježio sve bolje rezultate. Sezone 2005./06. s 20 postignutih pogodaka u 29 utakmica bio je drugi najbolji strijelac lige, nakon klupskog mu suigrača Ivana Bošnjaka, ali i najbolje ocjenjeni igrač. No, iako je i prijašnjih godina bio među najboljim igračima lige, nije putovao na SP 2006. Tadašnji izbornik Zlatko Kranjčar prednost je dao drugim igračima što mu Eduardo i danas zamjera. Na Svjetsko prvenstvo otišli su napadači Dado Pršo (Glasgow Rangers), Ivan Klasnić (Werder Bremen), Ivica Olić (CSKA Moskva), Boško Balaban (Club Brugge) i Ivan Bošnjak (Dinamo Zagreb).
Sezone 2006./07. Eduardo je naprosto briljirao u Dinamovoj momčadi i s 34 pogotka oborio rekord u postignutim pogodcia u jednoj sezoni, došavši do Top 10 strijelaca 1. HNL ikad. Rekord je do tada držao Goran Vlaović s 29 postignutih pogodaka iz 1993./94. Iste je sezone postao prvi i jedini igrač koji je od 1992. postigao hat-trick na utakmici vječnog derbija protiv Hajduka (3:0 na Maksimiru 19. svibnja 2007.), a isti taj dan sa 7 pogodaka postao je najbolji strijelac svih derbija od osamostaljenja Hrvatske.

### Arsenal
Dana 2. srpnja 2007. potvrđen je njegov prijelaz u engleskog nogometnog velikana Arsenal, za kojeg je potpisao ugovor na četiri godine. Prvotno je objavljena visina transfera od 17 milijuna funtâ ili oko 24 milijuna eura, no drugi izvori navode puno manji iznos, oko 6 milijuna funtâ (ili 8,8 milijuna eura).
U pripremnom razdoblju na turniru u Amsterdamu, protiv rimskog Lazija postigao je svoj prvi pogodak za novi klub, a u uzvratnoj utakmici 3. pretkola Lige prvaka protiv praške Sparte dao je i svoj prvijenac u službenim utakmicama. Neko vrijeme u engleskom prvenstvu nije niti igrao, a kamoli zabijao, nastupavši većinom s rezervama u utakmicama FA kupa gdje je nekoliko puta bio strijelac. Do sredine je prosinca čekao svoj premierligaški prvijenac dok nije zabio dva pogotka protiv Evertona, te je od tad pogodcima počeo vraćati u njega uložen novac i strpljenje trenera Arsenea Wengera. Navijači su ga potom proglasili za najboljeg Arsenalova igrača u prosincu.
Također je, došavši u Englesku, od engleskog nogometnog časopisa FourFourTwo svrstan među 100 najboljih svjetskih nogometaša (postavljen je na 89. mjesto). 
Ukupno je do ozljede Eduardo zabio 12 pogodaka u 22 nastupa za Arsenal u svim natjecanjima.
Prvi službeni nastup za topnike nakon ozljede imao je 16. veljače 2009., u utakmici FA kupa protiv Cardiffa, te je pritom postigao dva pogotka. Na toj utakmici se ponovno lakše ozlijedio, a u svojem idućem nastupu tri tjedna kasnije, također u FA kupu, ovaj put protiv Burnleya, trener Arsenala Arsene Wenger mu je dodijelio kapetansku vrpcu. Zaključno sa 16. rujna 2009. Eduardo je postigao ukupno 17 pogodaka u 40 nastupa za Arsenal u svim natjecanjima.

### Šahtar Donjeck
21. srpnja 2010. godine potpisao je za ukrajinske prvake, momčad Šahtara iz Donjecka četverogodišnji ugovor za neutvrđenu svotu, za koju se vjeruje da iznosi oko 6 milijuna funti.

### Flamengo
10. srpnja 2014. Eduardo je prešao u brazilski Flamengo kao slobodan igrač.
Prvi pogodak u dresu Flamenga postigao je 10. kolovoza 2014. u 14. kolu brazilskog prvenstva na Maracani protiv Recifea.

### Šahtar Donjeck
10. srpnja 2015. godine Eduardo se nakon jedne sezone u Brazilu vratio u Ukrajinu. Sa Šahtarom je potpisao ugovor na godinu i pol dana.

### Atlético Paranaense
U veljači 2017. je bivši hrvatski reprezentativac potpisao za Atlético Paranaense. Eduardo će u Curitibi ostati do veljače 2018. godine.

### Legia Varšava
U siječnju 2018. godine je bišvi reprezentativac zajedno s Domagojem Antolićem potpisao za varšavsku Legiju. U Poljskoj je rođeni Brazilac potpisao na jednu godinu. U prosincu te godine je Eduardo napustio poljski glavni grad, nakon što mu nije produžen ugovor.

## Reprezentativna karijera
Godine 2002. Eduardo je uzeo hrvatsko državljanstvo. Uslijedio je poziv u nacionalnu do 21 postavu, gdje je bio nezamjenjiv. 16. studenoga 2004. godine debitirao je u hrvatskoj A-selekciji protiv Irske, ušavši kao zamjena. Također je nastupio i na Carlsberg Cupu 2006. godine u Hong Kongu, gdje je domaćinima postigao pogodak u utakmici za 3. mjesto, što je ujedno bio i njegov prvijenac u kockastom dresu.
"Ovdje se osjećam kao kod kuće i tako me svi i tretiraju. Hrvatskoj moram zahvaliti na svemu što sam postigao i u karijeri i u životu", iskreno je rekao Eduardo da Silva, nakon poziva u reprezentaciju Hrvatske uoči utakmice s Brazilom. Također je skromno dodao: "Drago mi je da sam se upoznao sa svim brazilskim igračima, dobio sam od njih dres na poklon s potpisima svih igrača."
Nakon propuštenog SP u Njemačkoj, pod novim je izbornikom Slavenom Bilićem Eduardo došao do mjesta među prvih 11. Zaigrao je tako 16. kolovoza 2006. godine u Livornu protiv Italije, te postigao pogodak u pobjedi od 2:0. Protiv Rusije je u Moskvi odigrao svoju prvu natjecateljsku utakmicu u dresu Hrvatske. 11. listopada 2006. godine postigao je važan pogodak za 1:0 u utakmici protiv Engleza na Maksimiru (pobjeda od 2:0) koji ga je definitivno učvrstio u prvoj postavi te skrenuo pozornost brojnih skauta velikih europskih klubova. U narednim je utakmicama s Izraelom, Makedonijom i Estonijom, bilo kod kuće ili u gostima, zabijao i rješavao susrete u korist hrvatske reprezentacije postavši jedan od najboljih strijelaca tih kvalifikacija.
Dana 15. srpnja 2014. objavljuje da odlazi iz reprezentacije nakon odigranih 64 susreta i postignutih 29 golova.

## Ozljede
23. veljače 2008. godine Eduardo je pretrpio tešku ozljedu gležnja na utakmici s Birminghamom kada je na njega nasrnuo Martin Taylor koji je odmah dobio crveni karton. Eduardo je zadobio otvoreni prijelom fibule, odnosno vanjske kosti lijeve noge nakon čega je hitno operiran u birminghamskoj bolnici.
Gary Lewin, fizioterapeut Arsenala, 11. je lipnja 2008. godine objavio kako će se Eduardo pridružiti Arsenalovoj momčadi čak i prije početka nove sezone, no, mjesec je dana kasnije utvrđeno kako su sve te optimistične prognoze ipak bile pretjerane, te se dugo očekivani povratak odgodio čak do veljače 2009. godine.

## Pogodci za reprezentaciju
| #   | Datum               | Stadion                                  | Protivnik           | Gol   | Rezultat | Natjecanje                  |
| --- | ------------------- | ---------------------------------------- | ------------------- | ----- | -------- | --------------------------- |
| 01. | 1. veljače 2006.    | Hong Kong Stadium, Hong Kong             | Hong Kong           | 0 : 3 | 0 : 4    | Carlsberg Cup               |
| 02. | 16. kolovoza 2006.  | Stadio Armando Picchi, Livorno, Italija  | Italija             | 0 : 1 | 0 : 2    | prijateljska                |
| 03. | 11. listopada 2006. | Maksimir, Zagreb, Hrvatska               | Engleska            | 1 : 0 | 2 : 0    | kvalifikacije za EURO 2008. |
| 04. | 15. studenog 2006.  | Ramat Gan Stadion, Ramat Gan, Izrael     | Izrael              | 1 : 2 | 3 : 4    | kvalifikacije za EURO 2008. |
| 05. | 15. studenog 2006.  | Ramat Gan Stadion, Ramat Gan, Izrael     | Izrael              | 1 : 3 | 3 : 4    | kvalifikacije za EURO 2008. |
| 06. | 15. studenog 2006.  | Ramat Gan Stadion, Ramat Gan, Izrael     | Izrael              | 2 : 4 | 3 : 4    | kvalifikacije za EURO 2008. |
| 07. | 24. ožujka 2007.    | Maksimir, Zagreb, Hrvatska               | Sjeverna Makedonija | 2 : 1 | 2 : 1    | kvalifikacije za EURO 2008. |
| 08. | 2. lipnja 2007.     | A. Le Coq Arena, Tallinn, Estonija       | Estonija            | 0 : 1 | 0 : 1    | kvalifikacije za EURO 2008. |
| 09. | 22. kolovoza 2007.  | Koševo, Sarajevo, Bosna i Hercegovina    | Bosna i Hercegovina | 0 : 1 | 3 : 5    | prijateljska                |
| 10. | 8. rujna 2007.      | Maksimir, Zagreb, Hrvatska               | Estonija            | 1 : 0 | 2 : 0    | kvalifikacije za EURO 2008. |
| 11. | 8. rujna 2007.      | Maksimir, Zagreb, Hrvatska               | Estonija            | 2 : 0 | 2 : 0    | kvalifikacije za EURO 2008. |
| 12. | 12. rujna 2007.     | Estadi Comunal, Andorra la Vella, Andora | Andora              | 0 : 5 | 0 : 6    | kvalifikacije za EURO 2008. |
| 13. | 13. listopada 2007. | Maksimir, Zagreb, Hrvatska               | Izrael              | 1 : 0 | 1 : 0    | kvalifikacije za EURO 2008. |
| 14. | 1. travnja 2009.    | Estadi Comunal, Andorra la Vella, Andora | Andora              | 0 : 2 | 0 : 2    | kvalifikacije za SP 2010.   |
| 15. | 12. kolovoza 2009.  | Dinamo Stadion, Minsk, Bjelorusija       | Bjelorusija         | 0 : 2 | 1 : 3    | kvalifikacije za SP 2010.   |
| 16. | 9. rujna 2009.      | Wembley, London, Engleska                | Engleska            | 1 : 4 | 1 : 5    | kvalifikacije za SP 2010.   |
| 17. | 14. studenog 2009.  | Stadion HNK Cibalia, Vinkovci, Hrvatska  | Lihtenštajn         | 3 : 0 | 5 : 0    | prijateljska                |
| 18. | 14. studenog 2009.  | Stadion HNK Cibalia, Vinkovci, Hrvatska  | Lihtenštajn         | 4 : 0 | 5 : 0    | prijateljska                |
| 19. | 9. veljače 2011.    | Stadion Aldo Drosina, Pula, Hrvatska     | Češka               | 1 : 0 | 4 : 2    | prijateljska                |
| 20. | 6. rujna 2011.      | Maksimir, Zagreb, Hrvatska               | Izrael              | 2 : 1 | 3 : 1    | kvalifikacije za EURO 2012. |
| 21. | 6. rujna 2011.      | Maksimir, Zagreb, Hrvatska               | Izrael              | 3 : 1 | 3 : 1    | kvalifikacije za EURO 2012. |
| 22. | 11. listopada 2011. | Stadion Kantrida, Rijeka, Hrvatska       | Latvija             | 1 : 0 | 2 : 0    | kvalifikacije za EURO 2012. |
| 23. | 2. lipnja 2012.     | Ullevaal Stadion, Oslo, Norveška         | Norveška            | 0 : 1 | 1 : 1    | prijateljska                |
| 24. | 15. kolovoza 2012.  | Stadion Poljud, Split, Hrvatska          | Švicarska           | 1 : 1 | 2 : 4    | prijateljska                |
| 25. | 15. kolovoza 2012.  | Stadion Poljud, Split, Hrvatska          | Švicarska           | 2 : 3 | 2 : 4    | prijateljska                |
| 26. | 16. listopada 2012. | Stadion Gradski vrt, Osijek, Hrvatska    | Wales               | 2 : 0 | 2 : 0    | kvalifikacije za SP 2014.   |
| 27. | 26. ožujka 2013.    | Stadion Liberty, Swansea, Wales          | Wales               | 1 : 2 | 1 : 2    | kvalifikacije za SP 2014.   |
| 28. | 14. kolovoza 2013.  | Stadion Rheinpark, Vaduz, Lihtenštajn    | Lihtenštajn         | 0 : 1 | 2 : 3    | prijateljska                |
| 29. | 14. kolovoza 2013.  | Stadion Rheinpark, Vaduz, Lihtenštajn    | Lihtenštajn         | 2 : 3 | 2 : 3    | prijateljska                |

## Priznanja

### Individualna
- 2005.: Najbolji igrač Prve HNL, u izboru kapetana klubova Prve HNL.[14]
- 2006.: Najbolji igrač Prve HNL, u izboru kapetana klubova Prve HNL.[14]
- 2006.: Žuta majica Sportskih novosti.
- 2006.: Nogometaš godine (Večernji list)
- 2007.: Žuta majica Sportskih novosti.
- 2007.: Uvršten među 100 najboljih nogometaša svijeta (89 mjesto)
- 2007.: Najbolji strijelac Prve HNL s postignutih 34 pogotka.
- 2015.: Najbolji igrač Shakhtara, u izboru navijača

### Klupska
Dinamo Zagreb
- Prvak Hrvatske (2): 2005./06., 2006./07.
- Hrvatski nogometni kup (2): 2004., 2007.
- Hrvatski nogometni superkup (2): 2003., 2006.

Šahtar Donjeck
- Prvak Ukrajine (4): 2010./11., 2011./12., 2012./13., 2013./14.
- Ukrajinski kup (4): 2010./11., 2011./12., 2012./13., 2015./16.
- Ukrajinski nogometni superkup (3): 2012., 2013., 2015.

## Vanjske poveznice
- soccerphile.com profil (engl.)
- footballdatabase.com profil (engl.)
- 1hnl.net profil